# Wells Fargo
Wells Fargo & Company (NYSE: WFC) er en amerikansk multinational finans- og bankvirksomhed. Koncernen har hovedsæde i San Francisco og er repræsenteret over det meste af USA. I 2013 var bankkoncernens aktiver på 1.527,015 mia. amerikanske dollar, hvilket gjorde det til USA's fjerdestørste bankkoncern. Målt på aktiernes markedsværdi var det i 2013 USA's største bank. Omsætningen var i 2013 på 83,78 mia. amerikanske dollar og der var i alt 264.900 medarbejdere.
Wells Fargo opererer indenfor mange finansområder her i blandt privatkundebank, erhvervsbank, kreditkort, finansielle services, forsikring, international valuta, investeringsbank, realkreditlån, private banking, privat egenkapital og kapitalforvaltning.

I 2007 var det den eneste bank i USA, der var AAA rated af S&P, siden er ratingen blevet sænket til AA- i lyset af Finanskrisen 2007-2010. Virksomhedens primære amerikanske datterselskab er Wells Fargo Bank, N.A., som har hovedkvarter i Sioux Falls i South Dakota.
Wells Fargo i sin nuværende form er et resultat af fusionen mellem det San Francisco–baserede Wells Fargo & Company og Minneapolis-baserede Norwest Corporation i 1998 og overtagelsen af det Charlotte-baserede Wachovia i 2008. Efter fusionen blev hovedkvarteret flyttet til San Francisco og fusionerede sit datterselskab med Wells Fargo's datterselskab i Sioux Falls.
Koncernen er tilstede i 35 lande og har på globalt plan over 70 mio. kunder. I 2012 havde koncernen over 9.000 afdelinger og over 12.000 pengeautomater i 39 stater og distriktet Columbia. 12. juli 2013 blev Wells Fargo den bank i verden med den største markedsværdi, 236 mia $, foran ICBC.

## Historie
Wells Fargo i sin nuværende form er et resultat af fusionen mellem det San Francisco–baserede Wells Fargo & Company og Minneapolis-baserede Norwest Corporation i 1998 og overtagelsen af af det Charlotte-baserede Wachovia i 2008. I princippet var det Norwest der var det fortsættende selskab, men Wells Fargo navnet og varemærket blev beholdt pga. dets lange historie og kendskabsgrad i USA. Virksomhedens nuværende slogan er "Together we'll go far" (Wells Far-go = we'll[s] go-Far).
Udvalgte tidligere selskaber bag Wells Fargo
- Crocker National Bank
- First Interstate Bancorp
- First National Bank of Philadelphia
- First Security Corporation
- Norwest Corporation
- Wachovia Corporation

I 1852 etableres Wells Fargo & Company af Henry Wells og William G. Fargo (borgmester i Buffalo, NY fra 1862 til 1863 og igen fra 1864 til 1865), de to grundlæggere af American Express, som en ekspres og bankvirksomhed.

## Notable bygninger
- One Wells Fargo Center i Charlotte, North Carolina
- Wells Fargo Building i Davenport i Iowa
- Wells Fargo Center i Denver, Colorado
- Wells Fargo Center i Jacksonville, Florida
- Wells Fargo Center i Los Angeles, Californien
- Wells Fargo Center i Minneapolis, Minnesota
- Wells Fargo Center i Portland, Oregon
- Wells Fargo Center i Sacramento, Californien
- Wells Fargo Center i Salt Lake City, Utah
- Wells Fargo Plaza i San Diego, California
- Wells Fargo Center i Seattle, Washington
- Wells Fargo Place in Saint Paul, Minnesota
- Wells Fargo Plaza i San Diego, Californien
- Wells Fargo Plaza i El Paso, Texas
- Wells Fargo Plaza i Houston, Texas
- Wells Fargo Plaza i Phoenix, Arizona
- Wells Fargo Tower i Birmingham, Alabama
- Wells Fargo Tower i Colorado Springs, Colorado
- Duke Energy Center (tidligere Wachovia Corporate Center) i Charlotte – Wells Fargo ejer og benytter plads i bygningen[9]

- One Wells Fargo Center – Charlotte, fortsætter som østkystens hovedkvarter[9][10]
- Wells Fargo Center i Los Angeles
- Wells Fargo Center i Minneapolis
- Wells Fargo Center i Denver
- Wells Fargo Center i Salt Lake City
- Wells Fargo Center i Albuquerque
- Wells Fargo Center i Jacksonville
- Wells Fargo Center i Sacramento
- Wells Fargo Plaza i San Diego, California